# コラーッ!とんねるず
『コラーッ!とんねるず』は、日本テレビ系列局ほかで放送されていた日本テレビ製作のバラエティ番組（お笑い番組）である。略称「コラとん」。製作局の日本テレビでは1985年7月7日から1989年3月26日まで、毎週日曜 17:00 - 17:15 （日本標準時）に放送。

## 概要
とんねるず初主演のコント番組で、『オールナイトフジ』『夕やけニャンニャン』『深夜劇場 トライアングル・ブルー』などとともに活動初期の彼らを代表する番組である。演出陣には、後に映画監督としても活動する堤幸彦（ハロルドKITAGAWA）も名を連ねていた。その一方で、節目となる回以外では有名人ゲストなどは一切登場せず、とんねるず以外は当時無名の劇団俳優（「町くん」（男性）、「雨宮ちゃん」（女性）、「乳ナヲミ」（片岡鶴太郎とデュエットしていた女性）が数人登場するのみであった。また、「ボブ」こと市川マネージャーもたびたび出演していた。
内容はコントが中心で、屋外でのロケーション撮影も多々行っていた。番組構成としては前半でコントを行い、後半でゲストのアイドル歌手に歌を1コーラス程度歌わせるというものであった。
コントの内容は視聴者の裏をかくようなものが多い反面、視聴者もすぐ展開が読めるお約束物も多かった。また、とんねるずの2人がスタッフにキレるドキュメンタリー風コントも放送されていた。どのコントもシュールな雰囲気が漂っていた。例えば、名物コーナー「危ないタイプ」（日常で見かける「危ない人達」をテーマとした作品）等、当時の放送コードの限界に挑むような異色作も多かった。同時に、とんねるずも「思いつきで作っているので、偉い人には評判が悪い」と自著『天狗のホルマリン漬け』で述べている。1988年からフジテレビで放送された『とんねるずのみなさんのおかげです』などで2人が演じていたコント「博士と助手」は元はこの番組から始まったもので、メイクやカツラも当時と全く変わっていなかった（ただし、石橋貴明演じる助手はウラ声のあぶないキャラクターだった）。その他にも『あしたのジョー』や『ルパン三世』などを模した様々なキャラクターをとんねるずの2人が演じ、気に入ったものは他の番組でも行っていた。また、当時流行していたCMやテレビドラマは必ずと言っていいほどパロディ化し、特にCMのパロディは本物を忠実に再現していた。自分たちの主演映画「そろばんずく」も遠慮なくネタにし2人が「そろばんくず」と言ってくずを撒くというのも披露した。
番組後半のアイドル歌手の歌についてはスタジオ収録ではなく、スタジオ外でロケーション撮影したものであった。
最終回ではフリップに視聴率のグラフを手書きで記し、視聴率が悪くなってきた事を明かして笑いを取っていた。
1991年頃には90分枠の総集編スペシャルも放送された。

## 出演者

### レギュラー
- 石橋貴明（とんねるず）
- 木梨憲武（とんねるず）
- 町勝彦
- 雨宮久美子
- 平塚直美 - 当時番組スタッフ。後に「乳ナヲミ」という芸名で活動。
- 渡辺
- ほか、平塚以外の番組スタッフもその都度エキストラで出演していた。

### ゲスト
- 小泉今日子
- 安部譲二
- 黒木香
- 奈良富士子
- 岡田可愛
- 小倉一郎
- 江戸家猫八
- 浦辺粂子
- 本田理沙

## 主なコント・キャラ
各コントには基本的に英題が付いていた。
- 博士と助手
- はぐれディレクター
- リンボーダンス
- 貴吉っつぁんがいく！
- あしたのジョー
- 3年B組金八先生
- ルパン三世
- 郷ひろみとブルース・リー
- コカ・コーラのCM
- JR東海のCM（クリスマスエクスプレス[1]）
- 資生堂メンズムースのCM
- 森永チョコボールのCM
- じじいとばばあ
- 「うまいっ！」の超能力少年（危ないタイプ）
- ガスホースをくわえる自殺寸前の女（危ないタイプ）
- お見合い相手の背後霊が見える女（危ないタイプ） - このコントで木梨が手打ち食いを披露していた。
- 森田くん
- 暴走族ブラックキャッツ - このコントで歌われていた曲は、とんねるずのアルバム『428』に収録されている。
- 金持ちタカコVS貧乏ノリコ
- ミソピー三分クッキング （『キユーピー3分クッキング』のパロディ）
- みごもった（『プロ野球ニュース』のみのもんたのまね）
- 豊田商事の永野会長を殺したヤクザ
- 三浦和義
- メロン青年
- 人間のクズ
- 三河屋です！

## 主題歌
- 銀河の交番 - 後に番組特別リミックスに変更。
- マスカレード パーティー - とんねるずのアルバム『キャニオン初』に収録。
- FIGHT! - とんねるずのアルバム『428』に収録。

## スタッフ
- 作・構成：秋元康、遠藤察男、井辺清、吉野晃章、小野沢実
- 演出：堤幸彦、工藤浩之
- 演出補：園田俊郎、小西寛
- 制作協力：秦野嘉王（オフィスAtoZ）、金田武信（THE WORKS）
- 制作：庄司文雄
- 製作著作：日本テレビ

## 放送局
| 放送対象地域   | 放送局             | 系列                          | 放送日時                      | 備考                                     |
| -------------- | ------------------ | ----------------------------- | ----------------------------- | ---------------------------------------- |
| 関東広域圏     | 日本テレビ         | 日本テレビ系列                | 日曜 17:00 - 17:15            | 製作局                                   |
| 青森県         | 青森放送           | 日本テレビ系列                | 日曜 17:00 - 17:15            |                                          |
| 静岡県         | 静岡第一テレビ     | 日本テレビ系列                | 日曜 17:00 - 17:15            |                                          |
| 熊本県         | くまもと県民テレビ | 日本テレビ系列                | 日曜 17:00 - 17:15            |                                          |
| 中京広域圏     | 中京テレビ         | 日本テレビ系列                | 月曜 10:55 - 11:25            |                                          |
| 鳥取県・島根県 | 日本海テレビ       | 日本テレビ系列                | 木曜 1:10 - 1:25 （水曜深夜） |                                          |
| 福岡県         | 福岡放送           | 日本テレビ系列                | 土曜 17:00 - 17:15            |                                          |
| 石川県         | 北陸放送           | TBS系列                       | 金曜 16:45 - 17:00            | 1988年10月7日から1989年3月31日まで放送。 |
| 長野県         | テレビ信州         | 日本テレビ系列 テレビ朝日系列 | 日曜 13:45 - 14:00            |                                          |
| 長崎県         | テレビ長崎         | 日本テレビ系列 フジテレビ系列 | 土曜 16:30 - 16:45            |                                          |
| 鹿児島県       | 鹿児島テレビ       | 日本テレビ系列 フジテレビ系列 | 日曜 16:00頃 - 16:15頃？      |                                          |

ネット局によっては放送時間が17:00 - 17:20とされていて、そのような局では17:15 - 17:20の5分間がすべてCMに充てられていた。
青森放送は、本放送当時は日本テレビ系列とテレビ朝日系列のクロスネット局であったが同時ネットされていた。